# Angelo Raso
Angelo Raso (Lurate Caccivio, 20 luglio 1981) è un ex calciatore italiano con cittadinanza svizzera, di ruolo difensore.

## Carriera
Dal 2003 fino alla fine della sua carriera, gioca per il Bellinzona, compagine della Svizzera italiana. 